# Speedfest
 (juin 2016).
Si vous disposez d'ouvrages ou d'articles de référence ou si vous connaissez des sites web de qualité traitant du thème abordé ici, merci de compléter l'article en donnant les références utiles à sa vérifiabilité et en les liant à la section « Notes et références ».
Créé à l'initiative du groupe Peter Pan Speedrock, le Speedfest était un festival se déroulant au Klokgebouw d'Eindhoven. Il était consacré aux différents styles de musique ayant influencé ce groupe ainsi qu'à la scène locale.
En 2016, le groupe annonce son ultime tournée et la fin du festival.

## Programmation

### Édition 2006
Cette édition se déroule le 2 décembre 2006.
- The Exploited
- Peter Pan Speedrock
- Nashville Pussy
- Demented Are Go
- Tech-9
- El Guapo Stuntteam
- Bang Bang Bazooka
- Bad Preachers

### Édition 2007
Cette édition se déroule le 8 décembre 2007.
- Madball
- Dwarves
- Mad Sin
- Peter Pan Speedrock
- Backfire!
- Nine Pound Hammer
- The Accidents
- The Goods
- Mark Foggo's Skaters
- The Gecko Brothers

### Édition 2008
Cette édition se déroule le 29 novembre 2008.
- Black Label Society
- GBH
- Peter Pan Speedrock
- Batmobile
- The Casualties
- M.O.D.
- The Real McKenzies
- The Bellrays
- Bob Wayne & the Outlaw Carnies
- Klingonz
- Def Americans
- Los Putas
- Sunn Pimp
- Sixtyniners
- Butcher

### Édition 2009
Cette édition se déroule le 28 novembre 2009.
- GBH
- Death Angel
- U.S. Bombs
- Karma to Burn
- Peter Pan Speedrock
- New Bomb Turks
- Triggerfinger
- Valient Thorr
- The Jim Jones Revue
- Banane Metalik
- Coffin Nails
- Reverend Beat-Man
- Nigel Lewis & The Zorchmen
- Knucklebone Oscar
- The Shavers
- Reno Divorce
- 50 Foot Combo
- Gewapend Beton
- Accelerators

### Édition 2010
Cette édition se déroule le 11 décembre 2010.
- Airbourne
- The Exploited
- Peter Pan Speedrock
- Life of Agony
- Triggerfinger
- Municipal Waste
- Antiseen
- Batmobile
- The Devil's Blood
- V8 Wankers
- In Solitude
- Cenobites
- The 101's
- The Nomads
- The Seatsniffers
- .357 String Band
- Rompeprop
- Dumbbell
- The Sore Losers
- Buggirl

### Édition 2011
Cette édition se déroule le 10 décembre 2011.
- Danko Jones
- Monster Magnet
- Peter Pan Speedrock
- Reverend Horton Heat
- The Sonics
- Pentagram
- Heideroosjes
- Dwarves
- Phantom Rockers
- Discharge
- Fireball
- Rise and Fal
- Vanderbuyst
- Gewapend Beton
- The Hookers
- Orange Sunshine
- Nitrovolt
- Black-Bone
- The Brains
- Black Spiders

### Édition 2012
Cette édition se déroule le 8 décembre 2012.
- Suicidal Tendencies
- Monster Magnet
- Peter Pan Speedrock
- The Toy Dolls
- Graveyard
- Mad Sin
- Orange Goblin
- Demented Are Go
- The Bronx
- Red Fang
- Varukers
- Evil Conduct
- No Turning Back
- Violation of Trust
- Candybar Planet
- John Coffey
- Drugsmokkel
- The Dirty Denims
- My Sleeping Karma
- Insanity Alert
- Sick on the Bus
- '77
- Tio Gringo
- El Camaro

### Édition 2013
Cette édition se déroule le 23 novembre 2013.
- Hatebreed
- Vista Chino
- Peter Pan Speedrock
- Buzzcocks
- Agnostic Front
- Guana Batz
- Anti-Nowhere League
- Tech-9
- Valient Thorr
- Bullet
- Honky
- Monster Truck
- Scorpion Child
- Komatsu
- The Urban Voodoo Machine
- The Monsters
- The Sha-La-Lee's
- Bliksem
- THE P.O.X.
- Wild Men
- Spiralarms
- Spiders

### Édition 2014
Cette édition se déroule le 22 novembre 2014.
- Turbonegro
- Madball
- Peter Pan Speedrock
- Napalm Death
- The Adicts
- Kadavar
- Doomriders
- Slapshot
- Diablo Blvd
- ...And You Will Know Us by the Trail of Dead
- The Shrine
- Coliseum
- Herder
- Midnight
- The Fuzztones
- Wolfskop
- Death Alley
- Banane Metalik
- The Deaf
- The Peacocks
- Enforcer
- The Capaces
- The Picturebooks

### Édition 2015
Cette édition se déroule le 21 novembre 2015, une semaine après l'attentat du Bataclan : les participations des Eagles of Death Metal, tête d'affiche initialement prévu, et de White Miles furent donc annulées.
- Peter Pan Speedrock
- Danko Jones
- Refused
- Carcass
- High on Fire
- Napalm Death
- Obituary
- Nick Oliveri's Mondo Generator
- Klingonz
- Backyard Babies
- Pro-Pain
- Voivod
- Scorpion Child
- Avatarium
- Honeymoon Disease
- Buffalo Summer
- The Vintage Caravan
- Bob Wayne
- Crobot
- The Dictators NYC
- Giuda
- Radio Bikini
- The Hip Priest
- Bask
- Legendary Shack Shakers